# Little River Band
Little River Band — австралийская рок-группа, образовавшаяся в Мельбурне в 1975 году и назвавшая себя в честь дорожного знака неподалёку от селения Литтл Ливер, штат Виктория.
Little River Band исполняли мелодичный софт-рок, насыщенный вокальными гармониями американского Западного побережья и мотивами музыки кантри (критики не раз отмечали её сходство с The Eagles).
В первый состав Little River Band вошли вокалист Глен Шоррок (англ. Glenn Shorrock), известный по участию в The Twilights, Биб Бёртлс (англ. Beeb Birtles), бас-гитарист из группы Zoot, а также поющий гитарист Грэм Гобл (англ. Graeham Goble), гитарист Рик Формоза (англ. Ric Formosa) и барабанщик Дерек Пеллуччи (англ. Derek Pellicci) — трое последних были участниками Mississippi, группы, долгое время базировавшейся в Лондоне.
Менеджер Гленн Уитли также был известен на австралийской рок-сцене: он играл во многих составах, самым известным из которых был Masters Apprentices. Позже в состав группы вошёл известнейший австралийский поп-певец Джон Фарнэм: с ним группа записала три альбома.
В 1978—1981 годы Little River Band шесть раз входили в первую десятку списков Billboard Hot 100 — с синглами «Reminiscing» (#3, их наивысший результат), «Lady» (#10), «Lonesome Loser» (#6), «Cool Change» (#10), «The Night Owls» (#6) «Take It Easy on Me» (#10).
Десять их альбомов входили в Billboard 200, два из них — Sleeper Catcher (1978) и Under the Wire (1979) — имеют статус платиновых. За восемь «звездных» лет (начиная с 1976 года) группа провела 13 аншлаговых турне по США. В общей сложности Little River Band продали в США более 25 миллионов пластинок.

## Дискография

### Альбомы
- Little River Band (1975)
- After Hour (1976)
- Diamantina Cocktail (1977)
- Sleeper Catcher (1978)
- First Under the Wire (1979)
- Time Exposure (1981)
- The Net (1983)
- Playing to Win (1984)
- No Reins (1986)
- Monsoon (1988)
- Get Lucky (1990)
- Where We Started From (2000)
- Test of Time (2004)
- Re-arranged (2004)
- We Call It Christmas (2008)[5]
- A Little River Band Christmas (2011)
- Cuts Like A Diamond (2013)

### Концертные альбомы
- Backstage Pass (1980)
- Live Classics (1992)
- One Night in Mississippi (2002)
- Standing Room Only-Live (2007)

### Сборники
- Greatest Hits (1982)
- Worldwide Love (1992)
- Reminiscing: The 20th Anniversary Collection (1995)
- Too Late to Load (1996)